# Bentor

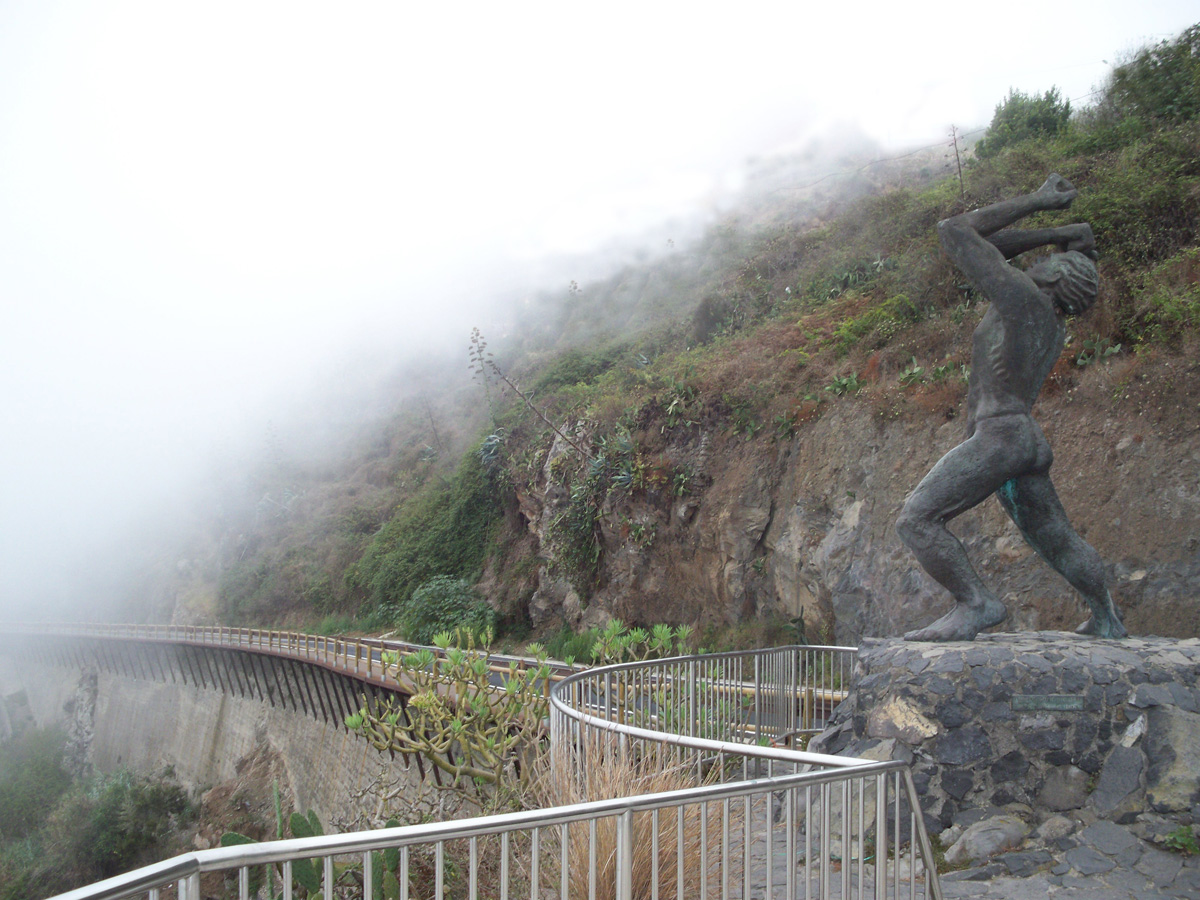
Estátua de Bentor em Los Realejos.

Bentor foi um dos principais aborígines guanches da ilha de Tenerife nas Ilhas Canárias, filho e sucessor de Mencey Bencomo e protagonista dos eventos que cercaram a conquista espanhola da ilha no século XV.
Bentor participou com seu pai Bencomo nos confrontos que ocorreram durante a conquista da ilha. Após a morte de seu pai em batalha, Bentor foi escolhido como seu sucessor em 1495, e ele também assumiu a responsabilidade de liderar a resistência aborígene.
Em dezembro daquele ano, Bentor liderou com seus guerreiros em direção ao que se tornaria a segunda grande derrota dos guanches, que os conquistadores conheciam como "Victoria de Acentejo". Bentor e suas tropas, dizimados, se refugiam no morro de Tigaiga depois do desastre, decide acabar com sua vida atirando-se ao vazio no final daquele ano ou princípios de 1496.
As conseqüências imediatas de sua morte foram o colapso da resistência dos guanches e a subseqüente rendição aos conquistadores espanhóis.